# トラリー
トラリー（英: Tralee、アイルランド語: Trá Lí（リー [川] の河口の意））は、アイルランド南西部の町。ケリー県の県庁所在地である。
ディングル半島の付け根の北側に位置する。郊外を含めた人口は県内最大の2万2744人（2006年国勢調査）。

## 歴史

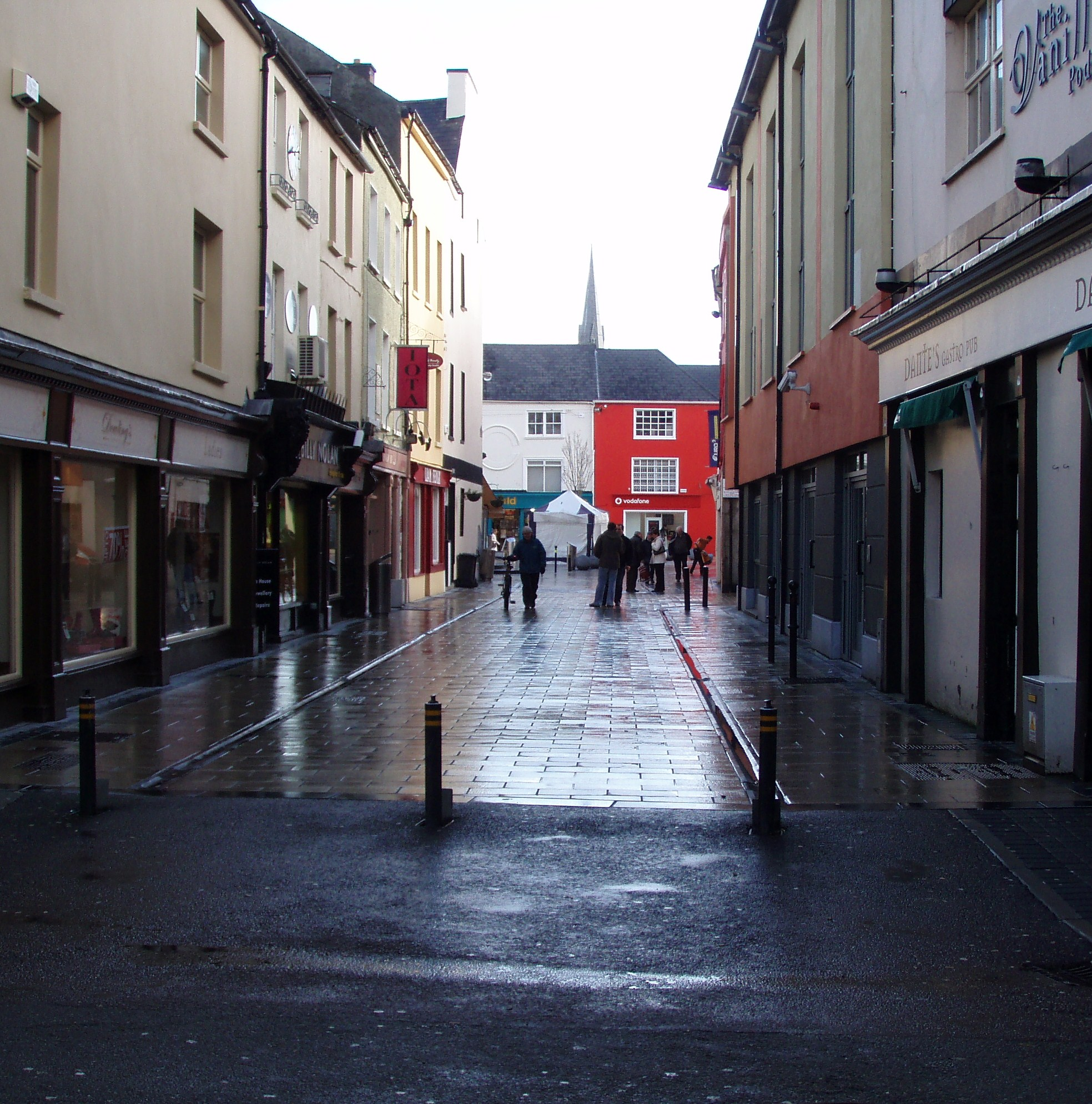
ドミニク街

トラリー湾の奥の沼沢地に位置するトラリーは、スリーブ・ミッシュ山地を越す街道の宿場町であった。道沿いにはエジプトのファラオの娘の埋葬地とされる、「スコシアの墓」 (Scotia's Grave) という巨石がある。市街は13世紀、アングロ・ノルマン人によって建設され、デズモンド伯の根城になった。いまも中世の城やドミニコ会の修道院が残るが、市街はエリザベス女王に抗するデズモンドの乱さなかの1580年に焼失。1587年にエドワード・デニー卿の所領となり、1613年に王室から町と認可された。エドワード卿は歴代のデズモンド伯が住まった居城に入城し、デニー家で初めてトラリーに居を定めた。息子のアーサー・デニーの代にはジェームズ1世から勅許をたまわり、議会に2名の代議士を送り込めるようになった。初代と同名の3代エドワード卿はロイヤリストで、1641年の戦争に王党派として参加、クロムウェルの勝利が目睫に迫った1646年に亡くなった。その息子のアーサーは西ケリーの大立者で、トラリーの領有を主張していたリチャード・ボイルの孫、エレン・バリーと結ばれた。
第4代バロンのエドワード・デニー卿はジャガイモ飢饉の際、小作料を吊り上げる地主らを尻目にそれを据え置きとおしたプリマス・ブレザレンとして名高い。
1798年のアイルランド大反乱を記念するアルバート・パワー作の槍兵像が、デニー街に建っている。
トラリー裁判所はリチャード・モリソン卿の設計で、1835年に建てられた。クリミア戦争とインドの大反乱に従軍したケリー出身者を悼む2門の大砲がある。
デニー街のはずれにあるアッシュ記念会館は、1916年のイースター蜂起を導いた民兵の首領、トマス・アッシュを記念し建てられた。地元の砂岩でつくられた館内には、ケリー県博物館とかつての街並みの再現がある。

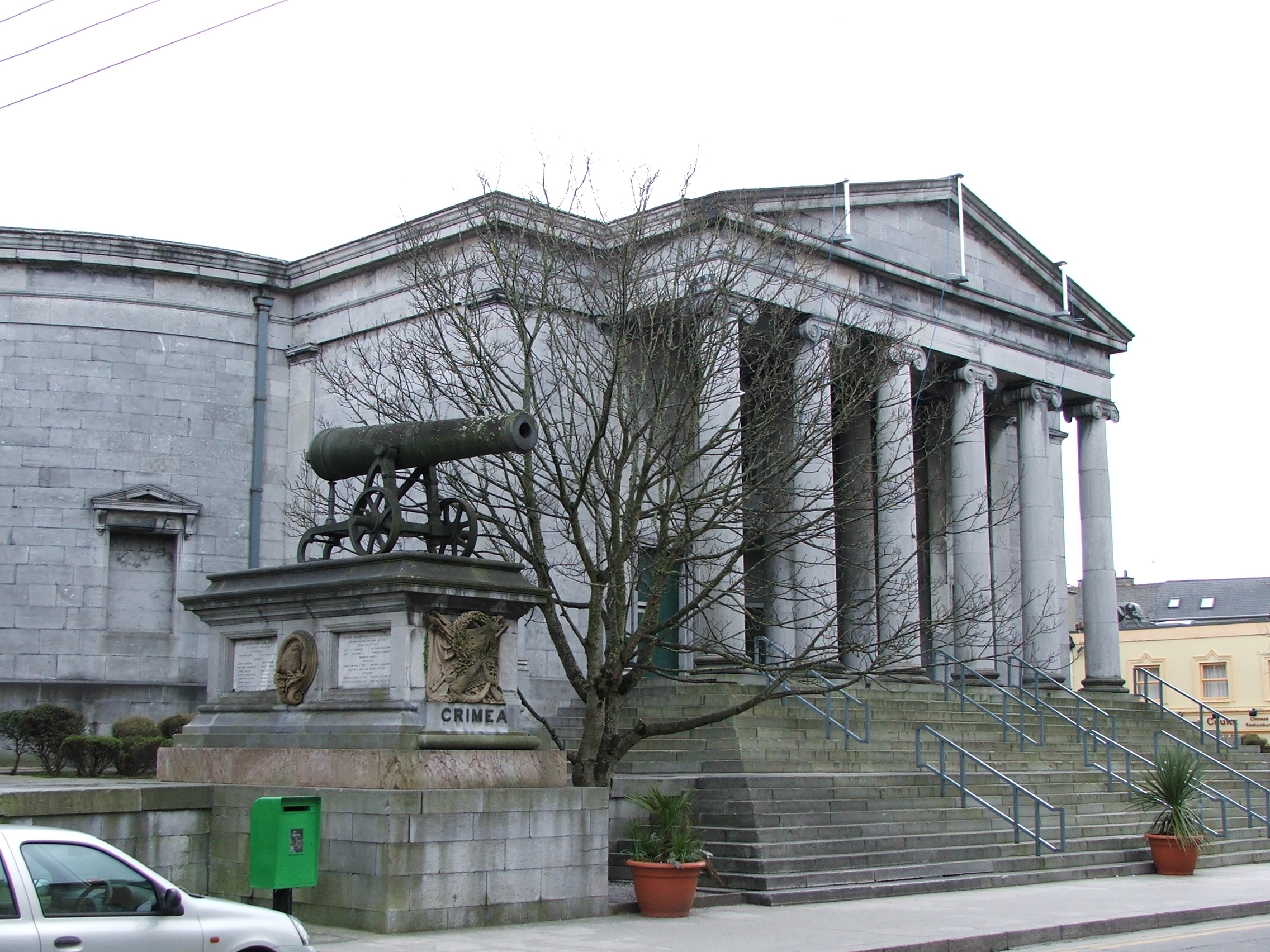
トラリー裁判所

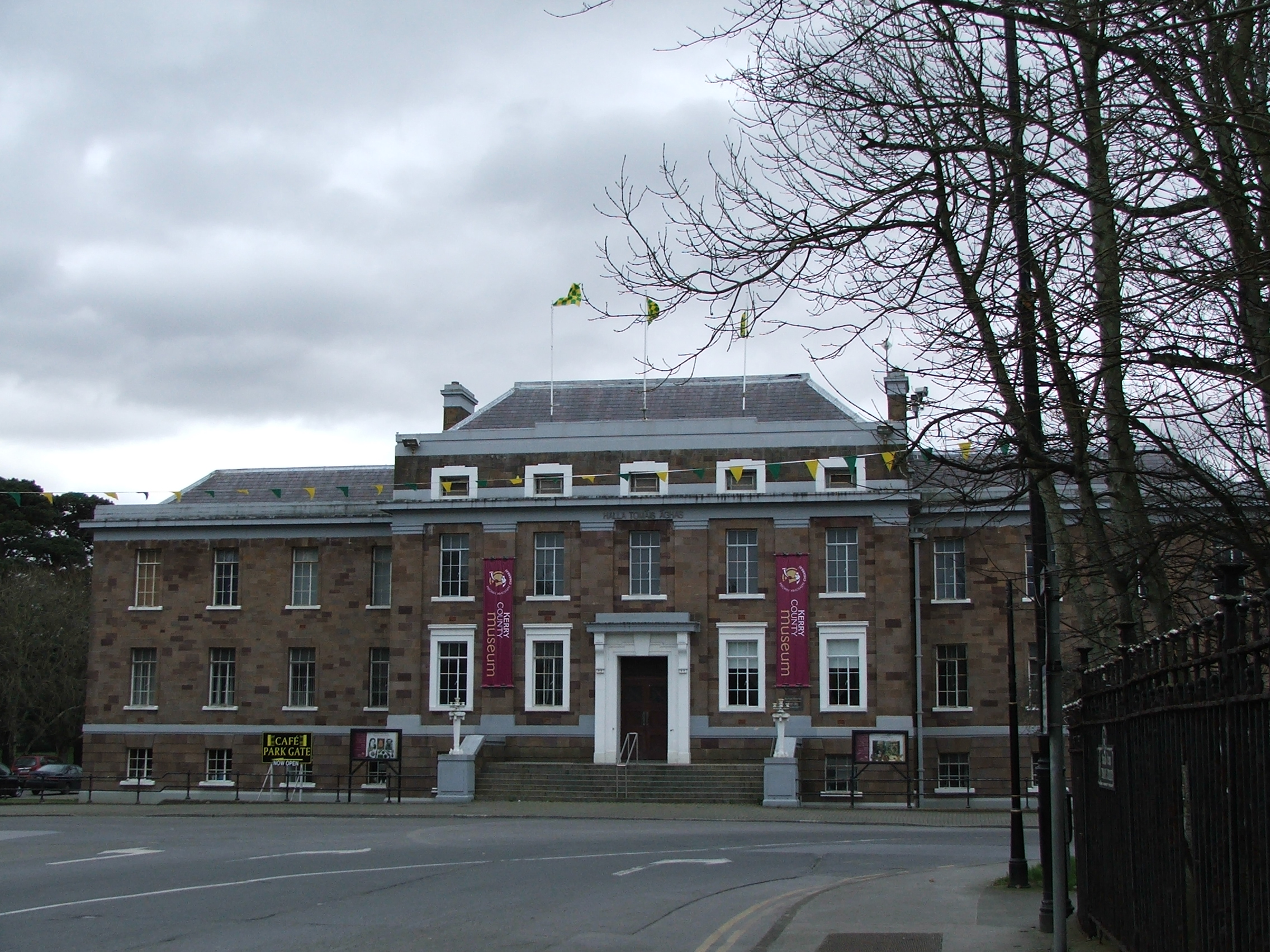
アッシュ記念会館

ドミニコ会聖心教会はゴシック・リヴァイヴァル建築で知られるオーガスタス・ウェルビー・ノースモア・ピュージンの設計で、19世紀に建てられた。
1919年から1923年までの独立戦争とアイルランド内戦のあいだ、トラリーは甚大な被害をこうむった。1920年11月には王立アイルランド警察隊 (RIC) の2人の隊員を拉致・殺害したアイルランド共和軍 (IRA) への報復として、ブラック・アンド・タンズに包囲された。タンズは地元の経済を麻痺させ、1週間のあいだ食糧供給を閉ざした。さらに数軒の家屋を焼き払い、市民3人を銃殺した。市内すべての産業にIRAとのコネがあると主張した。飢餓寸前の状態にトラリーは瀕しているなどと新聞が書きたてたため、この件は国際的に激しい非難を受けた。
1922年8月には近くのフェニットにアイルランド自由国軍が上陸、反英愛条約派の兵営からトラリーを攻略した。この局地的戦闘により条約派で9人、反条約派で3人の兵が斃れた。共和派はなおも周辺地域でゲリラ戦を展開した。翌年3月に郊外の刑務所からIRAのメンバーが自由国軍の支援で脱走し、バリーシーディー郊外で地雷を爆破する残虐行為をはたらいた。

## 行政
町議会の定数は12名である。

## 観光

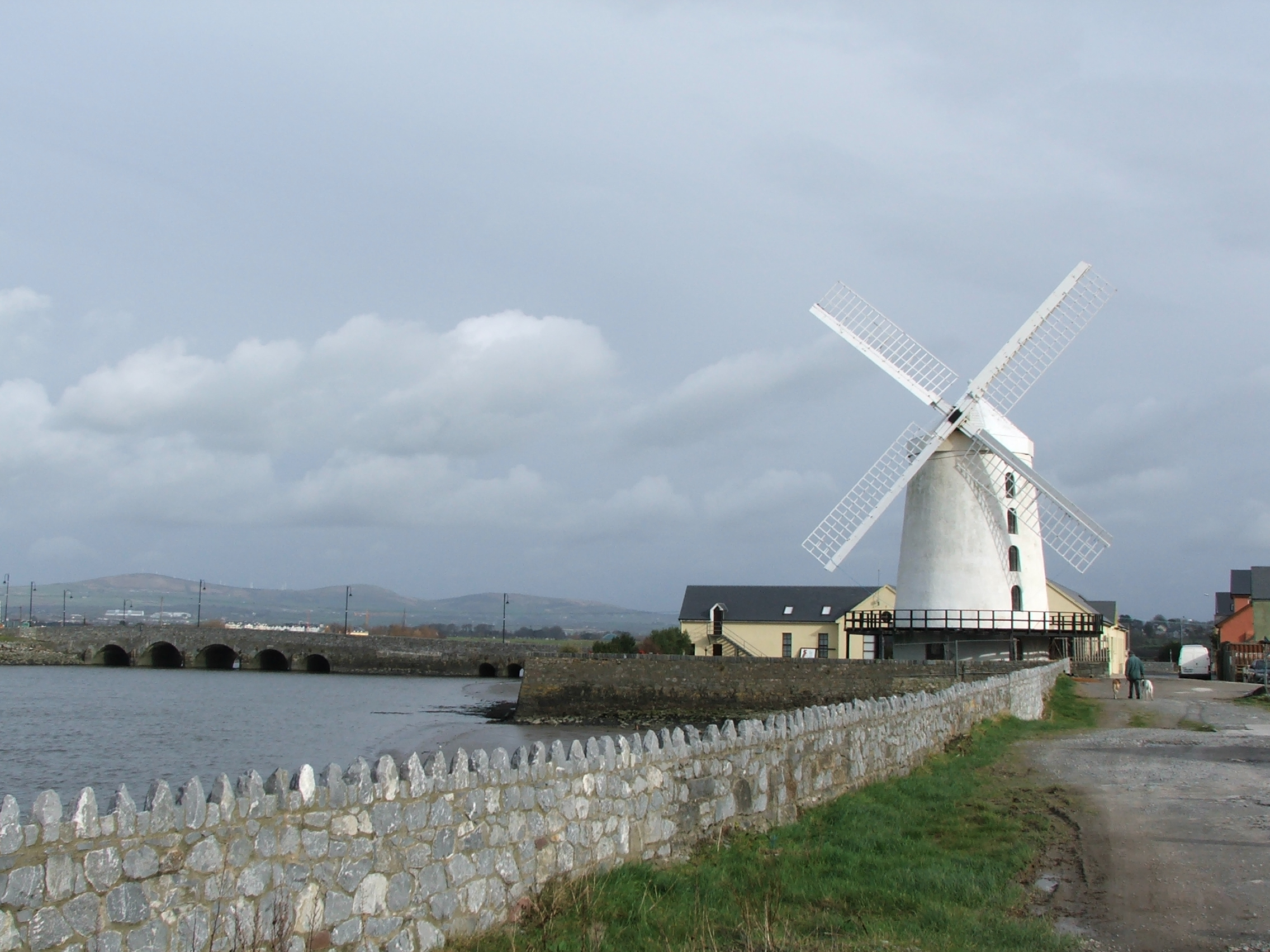
ブレンナービル風車

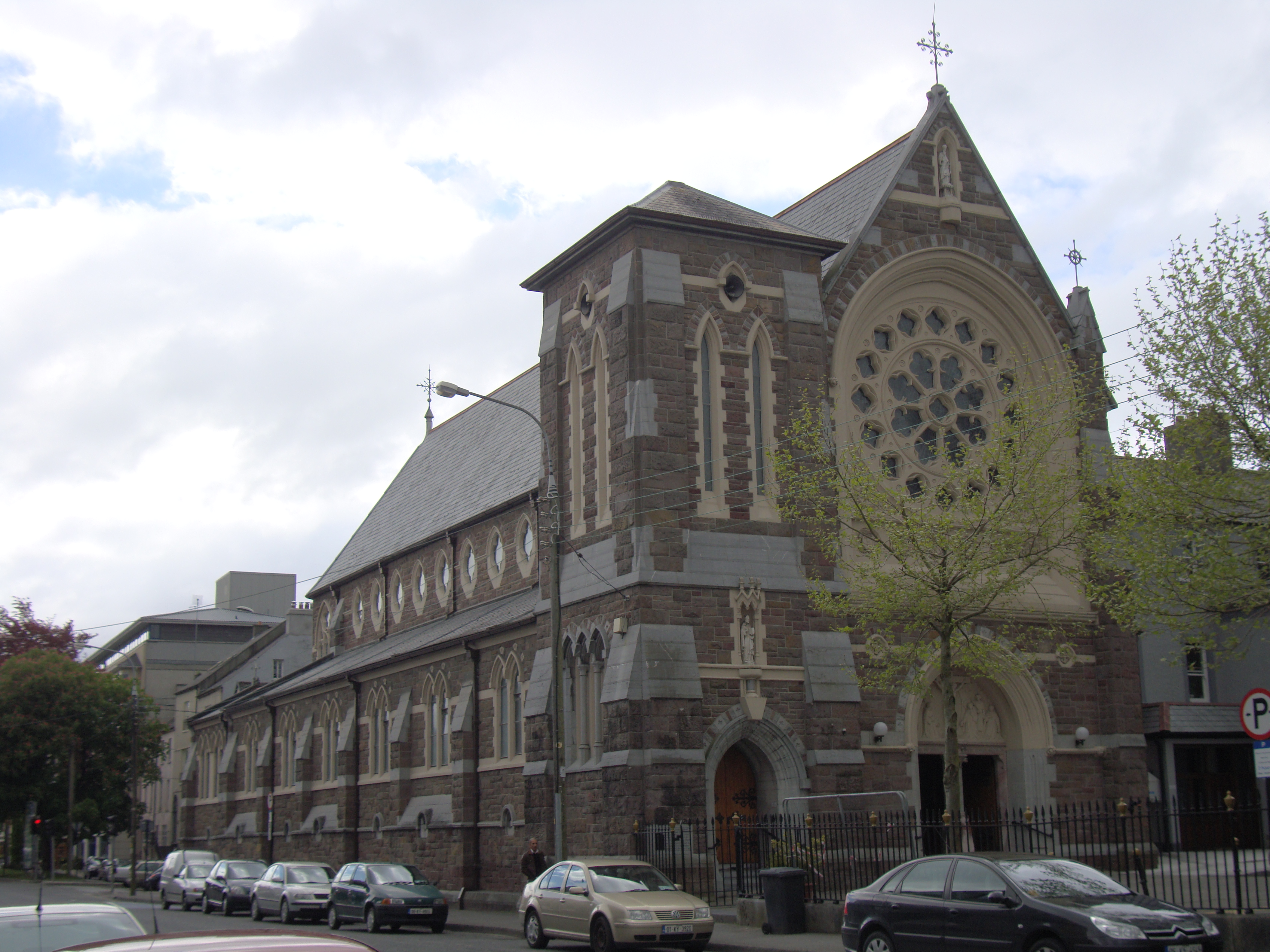
トラリー小修道院

町の観光収入は過去数年間で5500万ユーロ余にのぼり、毎年8月にはトラリー薔薇まつりが開かれる。以下、町内の主な観光施設を挙げる。
名所
- ケリー県博物館 - テーマパーク「ケリー・ザ・キングダム」や中世の暮らしのようすを紹介する展示室がある。
- シアンサ・ティーレ - アイルランド語で音楽ライブや演劇が行われる芸術施設。
- ブレンナービル風車 - 市街から約2kmに位置する、国内最大級の現役風車。
- トラリー・アクアドーム - ミニゴルフコースを併設した屋内ウォーターレジャー施設。

旧跡
- ケースメント砦 - ロジャー・ケースメントが拘束されたとき潜伏していた古代の砦。
- シーラ・ナ・ギグ - 市街から数キロいったラトゥーの望楼にみられる。
- フェニットのクロンファートのブレンダンのモニュメント - 古代のレプリカ。
- カハーコンリ - トラリー湾を見下ろす鉄器時代の砦。

トラリーをはじめとする県内にはこのほかにも相当数の考古遺跡があり、ケリー県開発計画 2009-15 にもリストアップされた。

## メディア
地域紙「ケリーマン」と「ケリーズ・アイ」の二紙が刊行されている。ラジオ・ケリーは1990年に放送を開始した。

## 交通
道路
- 一級国道
  - 国道21号 - リムリック方面
  - 国道22号 - キラーニー、コーク方面
- 二級国道

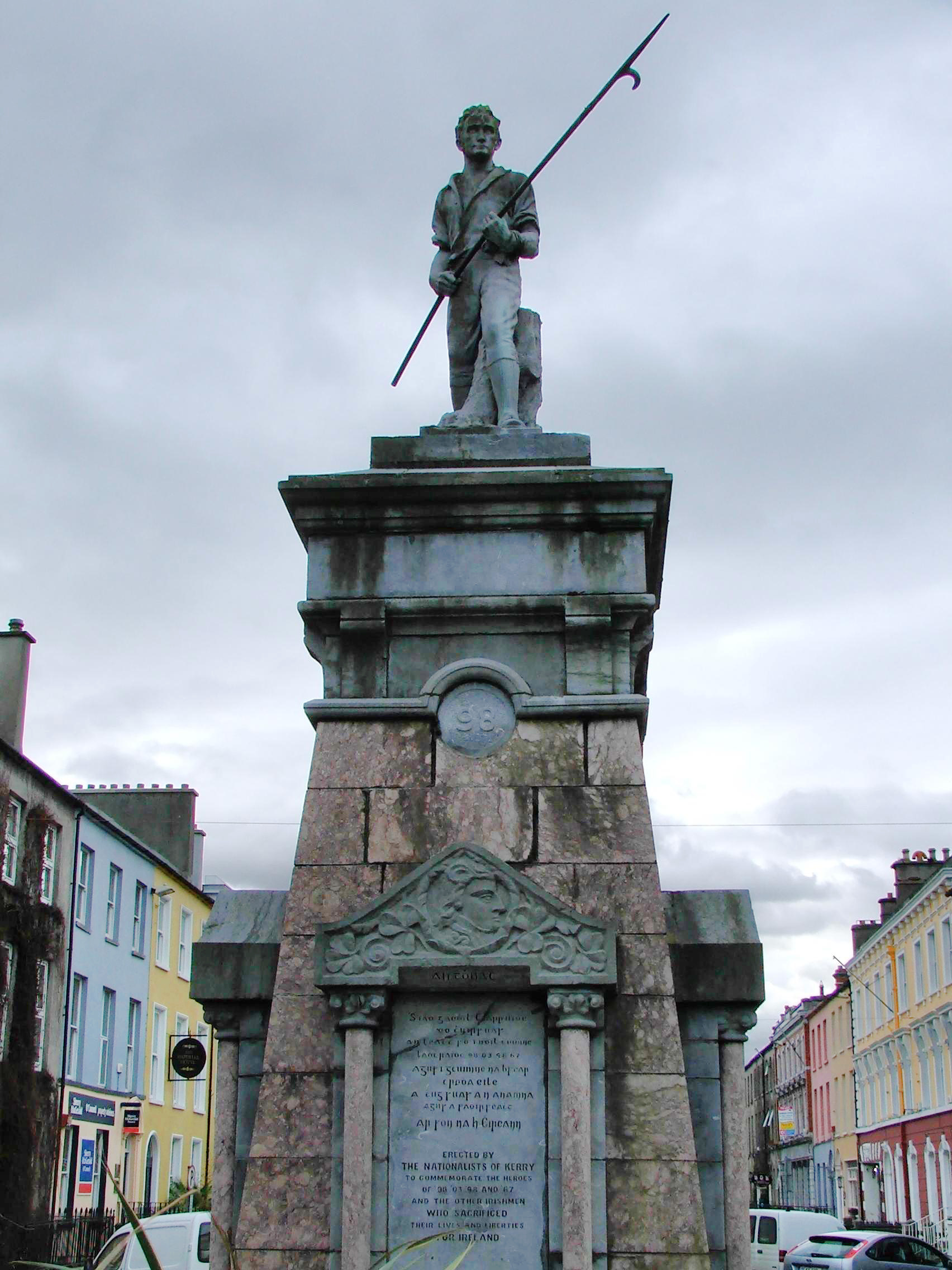
1798年の反乱を記念した槍兵像

  - 国道69号 - リストウェル、フォインズおよびリムリック方面
  - 国道70号 - キローグリン、アイベラ半島およびケンメア方面
  - 国道86号 - ディングル方面
- 地域道
  - R556号 - バリーバニオン方面
  - R558号 - フェニット港方面

バス
バス・エーランのターミナルからダブリン、リムリック、ゴールウェイ、コーク、キラーニー、ディングルに定期便が出ている。
鉄道
国鉄のイルンロード・エールンがキラーニー、コークおよびダブリン方面に運行している。トラリー駅は1859年7月18日に開業した。
航空
ファランフォアのケリー空港からダブリン、ロンドン・ルートン、ロンドン・スタンステッド、フランクフルト・ハーンの各空港に定期便が就航している。近年はアリカンテやファロ、マンチェスター線も就航した。
船舶
市街の西10kmに1万7000トン級の船舶まで接岸できるフェニット港がある。

## 医療
- ケリー総合病院
- ボン・セクーズ病院

## 教育
学校の管理運営は国内のほとんどの地域と同じく、地元の教会が担うが、あらゆる宗派の生徒が学ぶトラリー共学校は例外である。ゲールホラウィステ・ヒアライを除く中等学校ではカトリックの教義に基づいて教育がなされる。

## スポーツ
- ナ・ゲールGAAクラブ - 町内のオークパーク地域を本拠地とする
- ジョン・ミッチェルズGAAクラブ - 町内のボハビー地域を本拠地とする
- ケリンズ・オラヒリーズGAAクラブ - 町内のストランド街を本拠地とする
- トラリー・ミッチェルズGAAクラブ - 解散
- オースティン・スタックスGAAクラブ - マイキー・シーヒー、ジャー・パワー、ジョン・オキフィー、キーラン・ドナフィーといった名プレイヤーが所属
- トラリー・ハリアーズ陸上クラブ
- トラリー・トライアスロン・クラブ - 1999年結成
- トラリー・ダイナモスFC - サッカー国内三部所属
- パークFC - スクールボーイ・リーグ所属
- トラリー・ラグビー・フットボール・クラブ - バリヤードを本拠地とする
- トラリー・テニス・クラブ - ダン・スプリング街を本拠地とする
- 県バドミントン・クラブ - プレゼンテーション中学校の体育館で活動
- トラリー・グレイハウンド・レーシング - ブレウェリー街に競技場を持つ
- キングダム水泳クラブ - 町内の複合スポーツ施設を本拠地とする
- セント・ブレンダンズ・バスケットボール・クラブ - 全国リーグ所属
- トラリー自転車クラブ - 1992年結成
- チェーン・ギャング・サイクリング・クラブ - 2008年結成
- トラリー・ゴルフ・クラブ - バローを本拠地とする
- トラリー・ベイ・セーリング・クラブ - フェニットを本拠地とする
- トラリー・ボート・クラブ - 2004年結成
- トラリー・ベイ水泳クラブ - フェニットを本拠地とする

## ゆかりの人物
- クロンファートのブレンダン - 聖人、航海者
- ジョー・バレット - ゲーリックフットボール選手
- ダニエル・ボハーン - ゲーリックフットボール選手
- レオナード・ボイル - 聖職者、学者
- ビリー・デネヒー - サッカー選手
- キーラン・ドナフィー - ゲーリックフットボール選手
- マイケル・ドウィアー - ジャーナリスト
- ロバート・D・フィッツジェラルド - 測量技師、植物学者
- リー・ガービー - ドイツのバンド「リーモン」のボーカル
- クリスティ・ヘネシー - シンガーソングライター
- ジョアン・ケネリー - 写真家、「ケリーズ・アイ」紙の創刊者[8]
- パードライ・ケネリー - 「ケリーズ・アイ」紙の創刊者、編集者[8]
- ジョー・コーハン - ゲーリックフットボール選手
- ギャレス・マニックス - 音楽プロデューサー
- モーリス・モイニーハン - 中央銀行総裁
- アイルフェ・ニー・ヤーフィー - 詩人
- ショーン・オキャラハン - テロリスト
- デニス・オドンネル - 実業家
- パトリック・デニス・オドンネル - 軍事史家
- ダン・オキフィー - ゲーリックフットボール選手
- ジョン・オキフィー - ゲーリックフットボール選手
- アイスリング・オサリバン - 俳優
- ジャー・パワー - ゲーリックフットボール選手
- ディクラン・キル - ゲーリックフットボール選手
- ボイル・ロッシュ - 政治家
- ダン・スプリング - 政治家、ゲーリックフットボール選手、ラグビー選手
- ディック・スプリング - 政治家、ゲーリックフットボール選手、ラグビー選手
- オースティン・スタック - 革命家、政治家
- マイキー・シーヒー - ゲーリックフットボール選手
- トレイシーK - ミュージシャン
- トミー・ウォルシュ - ゲーリックフットボール選手

## 姉妹都市
- ウェストレイク（アメリカ合衆国、オハイオ州）[9]